# Jean Mannheim

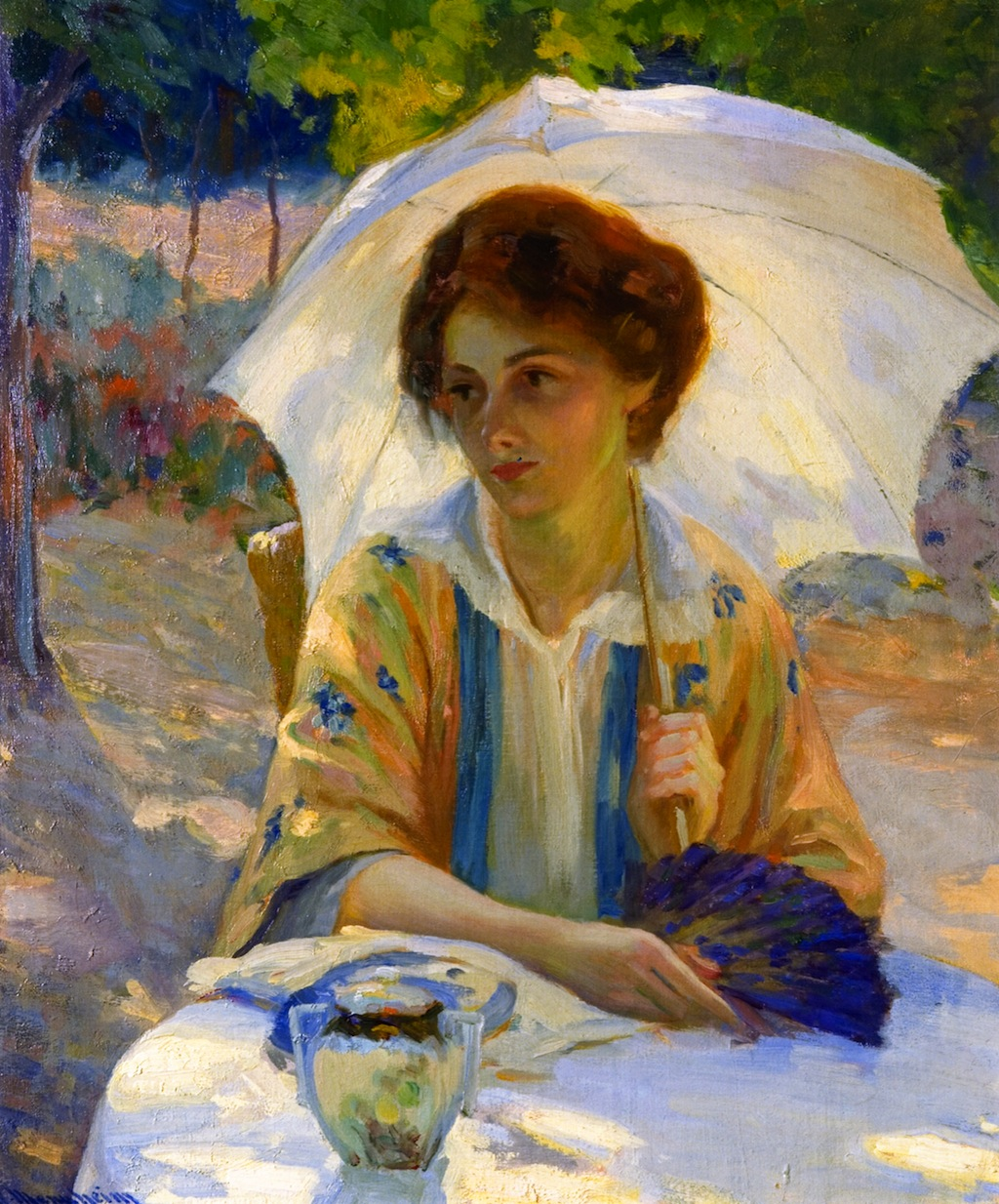
Sonniges Portrait

Jean Mannheim (* 18. November 1863 in Kreuznach; † 6. September 1945 in Pasadena) war ein deutsch-amerikanischer Maler.
Mannheim begann als Autodidakt Porträts zu malen. Er erlernte auch das Buchbinderhandwerk. Im Alter von 17 Jahren  verließ er sein Elternhaus und begab sich auf eine Wanderung quer durch Deutschland, verdiente seinen Lebensunterhalt als Maler und Buchbinder. Um dem Militärdienst zu entgehen, flüchtete er nach Frankreich. Dort begann er sein Malerstudium an der Académie Colarossi, Académie Julian sowie bei William Adolphe Bouguereau. Während seines Aufenthaltes in Frankreich hat er die französische Form seines Namens (Jean) angenommen.
Im Jahre 1884 wanderte er in die Vereinigten Staaten aus. In Chicago malte er Porträts und lehrte in der Decatur Kunstschule.
Er besuchte mehrmals Paris, um seine Kunst zu verfeinern und Bekanntschaften mit Pariser Künstlern aufrechtzuerhalten.
Von 1903 bis 1905 unterrichtete er in der Malschule von Frank Brangwyn in London. Danach unterrichtete er bis 1908 in der Denver Art School, wo zu seinen Schülern u. a. Rudolph Weisenborn gehörte.
In Paris traf er seine Frau, Eunice Drennan, die ihm zwei Töchter gebar. 1908 ließ sich das Ehepaar in Pasadena, Kalifornien, nieder, wo Mannheim am Ufer des Arroyo Seco eine Villa errichtete.
1914 war Mannheim Mitbegründer der Stickney Memorial Art School in Pasadena, wo er als Lehrer tätig war.